# 克拉玛依古海机场
克拉玛依古海机场（維吾爾語：قاراماي ئايروپورتى‎），原名克拉玛依机场，是位于中华人民共和国新疆维吾尔自治区的一座民用机场，位于克拉玛依市中心南偏东17公里，2006年4月首航成功。在此机场设立过夜基地的有华夏航空。

## 规模
机场飞行区等级为4D，消防保障等级为7级，跑道长2600米，宽45米，停机位10个，航站楼面积4,950平方米。

## 新发展
2021年11月1日，中国民用航空局出具《关于克拉玛依古海机场名称的复函》，同意克拉玛依机场命名为“克拉玛依古海机场”，英文译名为“KELAMAYI GUHAI AIRPORT”。2022年1月，“克拉玛依古海机场”名称在民航系统完成报批，正式启用。
2023年9月8日，克拉玛依古海机场新航站楼投入使用，旧航站楼暂停使用，值机柜台增加到7个，候机座椅增加到400个，可保障6架航班正常起落，新航站楼可满足每年200万人次的旅客发送量需求。。
2025年2月20日克拉玛依机场一期改扩建工程项目开工建设，计划将机场跑道向南延长600米，机坪向北增建12个机位。改扩建后跑道长达3200米，机位数达22个（22C），并配套建设航站区附属单体、航管楼以及助航灯光系统、通信系统、气象设施、消防设施。

## 航空公司与航点
| 航空公司           | 目的地                                                                        |
| ------------------ | ----------------------------------------------------------------------------- |
| 华夏航空（G5）     | 富蕴、阿克苏、库尔勒、伊宁、博乐-库尔勒                                       |
| 中国国际航空（CA） | 伊宁、北京/首都、成都/天府                                                    |
| 四川航空（JR）     | 成都/天府                                                                     |
| 中国南方航空（CZ） | 乌鲁木齐、郑州-广州                                                           |
| 成都航空（EU）     | 昭苏、阿勒泰、库尔勒、阿克苏、库尔勒-阿克苏、吐鲁番、博乐-阿克苏、富蕴-吐鲁番 |
| 中国东方航空（MU） | 西安、西安-上海/浦东                                                          |